# Wetterspitzen
Os Wetterspitzen são três picos rochosos nas montanhas Wetterstein, na parte central dos Alpes Orientais, na Alemanha, muito perto do Zugspitze.
Os três picos são: 
- Wetterspitze do Norte (Nördliche Wetterspitze) - 2746 m de altitude,
- Wetterspitze do Sul ou Central {Südliche (Mittlere) Wetterspitze} - 2750 m de altitude- e o
- Wetterspitze Oriental (Östliche Wetterspitze) - 2668 m de altitude.